# Acrobeloides acutus
Acrobeloides acutus är en rundmaskart. Acrobeloides acutus ingår i släktet Acrobeloides och familjen Cephalobidae. Inga underarter finns listade i Catalogue of Life.